# Elbe (Washington)
Elbe ist eine Ansiedlung und ein Census-designated place am Nisqually River im US-Bundesstaat Washington in Pierce County, mit 39 Einwohnern (Stand: 2020).
Die Postleitzahl (englisch: ZIP Code) von Elbe lautet: WA 98330.

## Geschichte
Im Jahr 1888 kamen die ersten Siedler in die Wälder am Nisqually River. Es waren die deutschen Auswanderer Karl Lütkens und Adam Sachs. Karl Lütkens, der zu dieser Zeit 19 Jahre alt war, gefiel es in seiner neuen Heimat gut. Deshalb überredete er seine noch in Deutschland lebenden Eltern Heinrich und Christina Lütkens, ebenfalls dorthin auszuwandern. Diese verließen ihre bisherige Heimat in Todendorf im Kreis Stormarn in Schleswig-Holstein und trafen im Jahre 1891 in Amerika ein. Weitere Siedler in dieser Zeit waren Ferdinand Selle, Christian Fritz, Louis Schuffenhauer, Christian Kruse, Max Ogans, Hans Bartels, Fred Duke, W. Lawrence, Levi Engel, Vincent Rotter, R. Schmidt, Frank Salzer, Gus Stoll und Christian Weilandt. Die Einwohnerzahl von Elbe wuchs beständig. Ein Postamt erhielt der Ort am 4. Juni 1892. Kurze Zeit später erhielt der Ort, der bisher Brown’s Junction genannt wurde, seinen heutigen Namen. Es ist nicht mehr genau bekannt, wie es zu der Namensgebung gekommen ist. Viele der heutigen Einwohner glauben, dass es Heinrich Lütkens war, der den Namen Elbe vorschlug. Einig sind sich jedoch alle, dass der Name deshalb ausgewählt wurde, weil der Nisqually River mit seiner Landschaft damals Ähnlichkeiten mit der Elbe in der alten Heimat aufwies.
Die wirtschaftliche Entwicklung des Ortes in den Folgejahren war gut. Der in der Nähe befindliche Mount Rainier war das Ziel vieler Touristen, die auf ihrem Weg in Elbe Rast machten. Im Jahre 1894 bauten Heinrich Lütkens und sein Sohn Karl ein Touristenhotel mit 48 Zimmern. Zuvor wurde bereits von Ferdinand Selle ein Hotel errichtet, das jedoch nach kurzer Zeit niederbrannte. Der Dorfschmied Levi Engel war zu dieser Zeit vorübergehend der Herausgeber einer Zeitung, die den Namen „Elbe Union“ trug. Mit seiner Plattenkamera begleitete Levi Engel über viele Jahre hinweg das dörfliche Geschehen. 1894 wurde ebenfalls eine Stadthalle errichtet, in der später verschiedene Veranstaltungen, u. a. Tanzveranstaltungen stattfanden.
Im Jahr 1895 gab es für Heinrich Lütkens und seine Familie ein besonderes Wiedersehen. Aus Hamfelde im Kreis Herzogtum Lauenburg in Schleswig-Holstein war Carl Böttcher, der Schwager von Lütkens, mit seiner Familie ausgewandert und ließ sich in Alder einem Nachbarort von Elbe nieder.
1904 wurde der Ort Elbe an das Schienennetz der „Tacoma Eastern Railroad“ angeschlossen, wonach die Zahl der Touristen hier sprunghaft anstieg. Es wurde ein weiteres großes Hotel und mehrere Restaurants errichtet. Der Ortsmitbegründer Adam Sachs eröffnete in dieser Zeit ein Kaufhaus. Zwei Jahre später erbauten die Dorfbewohner eine Kirche. Das Baumaterial und das Grundstück wurde von Heinrich Lütkens gestiftet. Bis zur Eröffnung der Kirche hatten die Bewohner von Elbe ihre Gottesdienste in Privathäusern oder im Rathaus gefeiert. Im Jahre 1909 hatte Elbe bereits 250 Einwohner und im Laufe des 20. Jahrhunderts stieg die Einwohnerzahl bis auf 437 an.
Im Jahr 1945 wurde am Nisqually River, circa 9,6 km nordwestlich von Elbe der Alder Dam errichtet. In der Folge staute sich das Wasser des Flusses auf und der Alder Lake, dessen östlicher Seitenarm bis an das Gebiet von Elbe heranreicht, entstand.

## Geographie
Elbe liegt circa 76 km südlich von Seattle und circa 140 km nördlich von Portland in Oregon.
Die geographischen Koordinaten sind: 46,76° Nord, 122,20° West.
Der Ort hat eine Gesamtfläche von nur 0,149 km².
Nordöstlich des Ortes in circa 34 km Entfernung liegt der Mount Rainier, ein Vulkan der nicht aktiv ist. Ein Ausbruch des Mount Rainiers wird von Experten für die Zukunft jedoch nicht ausgeschlossen.

## Sehenswürdigkeiten

### The Little White Church of Elbe Washington
Die Elbe Evangelical Lutheran Church ist eine kleine Kirche mit der deutschen Inschrift „Ev. Luth. KIRCHE“, die im Jahre 1906 aus Holz, nach den Plänen von Reverend Karl Kilian, von den Einwohnern erbaut wurde. Die Kirche ist 7,32 m lang, und 5,49 m breit und bietet 46 Personen Platz. Die Höhe des Kirchturms beträgt 14,02 m. Mittlerweile wurde die Kirche restauriert und am 8. Oktober 1976 in das National Register of Historic Places aufgenommen.
Gottesdienste finden in der Kirche zur Zeit von März bis Dezember einmal monatlich statt.

### Mt. Rainier Scenic Railroad
Eine Eisenbahnlinie, die von Elbe zum Ort Mineral führt und mit Dampflokomotiven und historischen Waggons betrieben wird. Die Strecke führt durch Wälder, überquert den Nisqually River und endet am Mt. Rainier Railroad and Logging Museum in Mineral.

### Mt. Rainier National Park
Der Mount-Rainier-Nationalpark ist von Elbe über den National Park Highway nach circa 22 km Fahrt zu erreichen.